# Libnotes willowsi
Libnotes willowsi là một loài ruồi trong họ Limoniidae. Chúng phân bố ở miền Australasia.